# Lennisheuvel
Lennisheuvel est un village situé dans la commune néerlandaise de Boxtel, dans la province du Brabant-Septentrional. Le 1er janvier 2008, le village comptait 1 180 habitants.